# Eucereon erythrolepis
Eucereon erythrolepis är en fjärilsart som beskrevs av Dyar 1910. Eucereon erythrolepis ingår i släktet Eucereon och familjen björnspinnare. Inga underarter finns listade i Catalogue of Life.